# 鍾文俊
鍾文俊（1461年—？），字舜臣，福建汀州府長汀縣人，民籍，明朝政治人物。

## 生平
成化十九年（1483年）癸卯科福建鄉試第二名舉人。弘治六年（1493年）中式癸丑科會試第二百六十名，三甲第九十五名進士。歷官吏部员外郎，十八年二月升廣東布政司左參議，以平贼有功，正德二年（1507年）七月赏白金。復除湖廣左參議，五年十月升本司左參政。

## 家族
曾祖鍾和生；祖父鍾清，典史；父鍾正，教諭。母賴氏。具庆下。弟鍾文傑（贡士）。